# Дружинина, Елена Иоасафовна
Еле́на Иоаса́фовна Дружи́нина (девичья фамилия Чистякова; 29 марта (11 апреля) 1916 — 12 декабря 2000) — советский и российский историк, специалист по истории дипломатии России XVIII века, истории Северного Причерноморья (Новороссии). Доктор исторических наук (1970), член-корреспондент АН СССР (1981) по Отделению истории. С 1946 года — сотрудник Института истории АН СССР.

## Семья

Могила Дружининой на Новодевичьем кладбище Москвы.

- Мать — Свенцицкая Ольга Владимировна (1894—1975), происходила из города Великие Луки. Была одарённой натурой, от природы у неё был поставленный красивый голос и высокий артистизм, что позволяло ей мечтать о театральной карьере, но рождение двоих детей в годы мировой войны и разрухи помешали ей проявить в полной мере свои способности. Она многократно и с успехом выступала в концертах, имела учеников и учениц, руководила любительским хором. Своё высшее образование она начала с изучения математики в Московских высших женских курсах, где познакомилась с Иосафом Ивановичем.
- Отец — Чистяков, Иоасаф Иванович[3] (2 (14) июня 1870, Курск — 23 августа 1942, Москва) — был высокообразованным человеком. Сын курского священника, в семье которого было 12 детей, Иоасаф уже в гимназические годы должен был оказывать материальную помощь родителям, давая частные уроки неуспевающим учащимся. Переехав в Москву и поступив в Московский университет, он зарабатывал не только себе на жизнь, но и для обеспечения своих курских «детей», то есть младших братьев и сестёр. Он великолепно учился, и уже на 3 курсе был удостоен золотой медали за исследование «Бернуллиевы числа», которое вскоре было опубликовано. Его оставили при Московском университете, и он стал профессором математики. При этом, кроме основных задач, поставленных перед собою в области чистой математики, он внёс большой вклад в мало разработанную в то время историю математики. Окончив МГУ, преподавал математику в Московском инженерном училище, Высшем педагогическом институте им. Шелапутина, Московских высших женских курсах, 1-м МГУ (физмат), Тверском педагогическом институте (зав. кафедрой), 1-м МГУ (химфак, зав. кафедрой), Московской горной академии, Московском нефтяном институте[4] и по совместительству в Академии гражданского воздушного флота (проф., зав. кафедрой). Участвовал в организации Московского математического кружка, журнала «Математическое образование» (1912—1917, затем 1928—1930), журнала «Математика в школе». 11 апреля 1935 Иоасаф Иванович был арестован по клеветническому обвинению в «антисоветской агитации», ему грозило вольное поселение в Томске сроком на три года. Тогда Свенцицкая Ольга Владимировна (хотя ещё в 1921 году они развелись[уточнить]) добилась приёма по делу И. И. Чистякова у А. Я. Вышинского, на котором заявила ему, что «допущена грубая юридическая ошибка» и он, Вышинский, «обязан её исправить». Вышинский предложил ей собрать и представить ему характеристики Чистякова, показывающие его политическое лицо, что она сделала очень быстро. В результате дело И. И. Чистякова было пересмотрено, и осенью 1936 года он вернулся в Москву. Похоронен в Москве на Преображенском кладбище.
- Брат — Чистяков Николай Иосифович — доктор технических наук, Московский институт связи , .
- Муж — Дружинин, Николай Михайлович — академик, историк.

## Ранние годы
Под влиянием музыки, постоянно звучавшей дома, Елена в детстве мечтала быть балериной. В 1926/27 учебном году по утрам ходила в школу, а вечером — на хореографические курсы ГАБТ. 3 мая 1927 вместе с другими ученицами младших классов училища выступила на сцене Большого театра в показательном спектакле.
В школе история не преподавалась. Некоторые элементы исторических знаний школьники получали на уроках литературы, которую преподавала талантливая учительница Е. К. Северная. Её рассказы впервые вызвали у Елены интерес к Некрасову, Чернышевскому, Добролюбову и к разночинной интеллигенции вообще. Под одним школьным сочинением Елены Екатерина Кузьминична написала: «Видна мысль и самостоятельность». В 1931 году окончила школу-семилетку (в 15-летнем возрасте), но до 18 лет ни в вузы, ни в техникумы не принимали.

## Образование
В 1931 г. в Москве открылся Институт новых языков (позднее МГПИИЯ имени Мориса Тореза). В нём было экскурсионно-переводческое отделение, которое должно было срочно подготовить переводчиков для международного акционерного общества «Интурист». На возраст не обращали внимания: если поступающий знал хотя бы немного какой-нибудь иностранный язык, его охотно принимали и не обязательно на первый курс, можно было поступить и на другие. У Елены была некоторая подготовка по немецкому языку. Во-первых, этот язык преподавали в школе, во-вторых, её отец настоял, чтобы она и брат Николай занимались иностранными языками частным образом с преподавателями. По окончании школы-семилетки в 1931 г. Дружинина поступила на экскурсионно-переводческого отделение Московского института новых языков, изучала немецкий язык. На 1-м курсе Елена попросила перевести её на 3-й курс, После необходимой проверки знаний она была принята. В январе 1934 г. окончила институт досрочно (за 2,5 года).
Среди преподавателей немецких групп особенную любовь и уважение снискал швейцарский революционер Фриц Платтен. Сначала он читал лекции по политической экономии на немецком языке, а по окончании этого курса согласился вести устную практику немецкого языка. Это была выдающаяся личность, оставившая глубокий след в умах и сердцах учеников. С его именем связано, в частности, воспитание подлинными, страстными интернационалистами.
После окончания института работала гидом-переводчиком в Интуристе.
Осенью 1936 г. поступила на исторический факультет Московского университета. Елена решила специализироваться по отечественной истории, понимая этот предмет как историю не только русского, но и других народов нашей страны. Не случайно основной курс лекций, на который собирались все студенты первого приёма, назывался «История народов СССР». Читала его профессор М. В. Нечкина, она же проводила семинары по данной проблематике. Когда Елена заканчивала университет и сдавала государственные экзамены, началась Великая Отечественная война.

## Великая Отечественная война
В августе 1941 г. Елена добровольно вступила в ряды действующей армии и в качестве военной переводчицы-особистки участвовала в борьбе за освобождение Ленинграда. Её работа сводилась к опросу военнопленных, переводу множества бумаг (дневники, письма, газеты и прочие материалы), обнаруженных в покинутых немцами блиндажах. Эти документы говорили о настроениях противника на фронте и в тылу. На основании некоторых переводов с немецкого ею были написаны заметки и статьи, которые печатались во фронтовой газете «В бой за Родину». Если переводческой работы было мало, Елена работала в военной цензуре. Находясь на Волховском фронте в г. Будогощи, из письма от брата узнала о смерти отца (23 августа 1942 г. в Москве, в возрасте 72 лет).
Народный комиссариат государственной безопасности счёл целесообразным перевести Елену на работу в Центральный аппарат НКГБ (ставший вскоре МГБ). В связи с этим летом 1943 г. Елена вернулась в Москву. К этому времени она имела звание старшего лейтенанта административной службы. Ей поручили работать на немецком, английском, французском и турецком языках.
Состояла на военной службе до поступления в аспирантуру в 1944 г.
О своей работе военным переводчиком Дружинина оставила воспоминания .

## Историк
После возвращения в Москву из эвакуации Института истории Академии наук СССР Елена стала в свободные часы посещать его заседания, а затем подала заявление в аспирантуру, приложив свои печатные и рукописные работы, а также рекомендации М. В. Нечкиной, М. О. Косвена, С. А. Токарева и других профессоров. К этому времени она выбрала тему диссертации: «Кючук-Кайнарджийский мир 1774 г.». Мир этот, названный по месту его подписания (деревня Малая Кайнарджа в Болгарии), можно было понять и оценить только после изучения политического и экономического состояния России, Турции и международной обстановки.
После успешной сдачи Дружининой экзаменов в аспирантуру академик М. В. Нечкина написала большое письмо заместителю министра государственной безопасности генерал-майору Свинелупову о том, что Чистякова — сложившийся исследователь, а потому целесообразно освободить её от работы в МГБ для продолжения исторического образования. В мае 1944 года начальство МГБ пошло навстречу: разрешило оставить военную службу и вернуться к своей основной профессии. В Институте истории Елену зачислили в сектор истории XIX — начала XX века, который иногда называли также сектором капитализма. Этим сектором заведовал её будущий супруг Н. М. Дружинин. В 1946 году, ещё до окончания аспирантуры, Елена получила приглашение занять штатную должность младшего научного сотрудника сектора военной истории (им заведовал гвардии генерал-лейтенант А. В. Сухомлин). В её обязанности входило работать учёным секретарем сектора и составителем трёхтомного документального сборника «А. В. Суворов». Документы, подлежавшие подбору и комментариям, хранились преимущественно в Центральном государственном военно-историческом архиве, который стал с тех пор одним из основных мест её работы. А. В. Сухомлин старался комплектовать свой сектор участниками Великой Отечественной войны,
В 1950—1980-х годах Е. И. Дружинина проявила себя как выдающийся историк русской дипломатической деятельности на Балканах и Северном Причерноморье второй половины XVIII в. Классической стала её монография «Кючук-Кайнарджийский мир 1774 года (его подготовка и заключение)» (М., 1955), где впервые в русской и советской историографии рассмотрено многоаспектное значение данного договора.
Основным объектом исследований учёного являлись: история заселения и хозяйственного освоения Северного Причерноморья (Новороссии, Южной Украины) во второй половине XVIII — середине XIX веков. Елена Иоасафовна опубликовала по данной теме три фундаментальные монографии и большое количество научных статей.
Впервые в историографии на огромной источниковой базе (в первую очередь, неопубликованные материалы архивных собраний РГВИА, РГАДА, РГИА и др.), подробно были рассмотрены геополитические, демографические, социально-экономические и культурные аспекты процесса заселения и освоения Новороссии в дореформенный период. Работы Е. И. Дружининой по истории Новороссии стали классическими для изучения данной темы и остаются непревзойденными до сих пор в российской и в украинской историографии.

## Основные работы
Монографии:
- Кючук-Кайнарджийский мир 1774 года: Его подготовка и заключение. — М.: Изд-во АН СССР, 1955. — 368 с.
- Северное Причерноморье в 1775—1800 гг. — М.: Изд-во АН СССР, 1959. — 280 с., карт.
- Южная Украина в 1800—1825 гг. — М.: Наука, 1970. — 384 с., карт.
- Южная Украина в период кризиса феодализма. 1825—1860 гг. — М.: Наука, 1981. — 216 с., карт.
- Переписка Н. М. и Е. И. Дружининых с историками, литературоведами, писателями / сост. В. Г. Бухерт. М.: Памятники исторической мысли, 2018. 467 с.

Статьи:
- Значение русско-немецких научных связей для хозяйственного развития Южной Украины в конце XVIII в. // Международные связи России в XVII—XVIII вв. — М.: Наука, 1966. — C. 220—258.
- Судьбы крупнейшего государственного предприятия Новороссии // Общество и государство феодальной России: Сборник статей, посвященный 70-летию академика Л. В. Черепнина. — М.: Наука, 1975. — С. 96—103.
- Возникновение городов на Юге Украины и в США: общее и особенное // Новая и новейшая история. — 1976. — № 2. — С. 69-76.
- Русско-немецкие культурные связи и Освободительная война 1813 г. // Освободительная война 1813 года против наполеоновского господства.— Б.м. — C. 115—136.
- Русско-немецкие культурные связи и Освободительная война 1813 года // Бессмертная эпопея. — Б.м. — C. 206—222.
- НАУКА — СТИХИЯ И ПРИЗВАНИЕ (автобиографический очерк Дружининой Е. И.)
- Воспоминания военной переводчицы. (автобиографический очерк Дружининой Е. И.) // В годы войны. — М.: Наука, 1985. — С. 121—137.

## Награды
- Орден «Дружбы народов»
- Медаль «За победу над Германией»
- Медаль «За Трудовую доблесть»